# Robert L. May
Robert Lewis May (27 juillet 1905 – 10 août 1976) est à l’origine de Rodolphe le renne au nez rouge, une histoire populaire américaine écrite en 1939.

## Vie et carrière
Diplômé Phi Beta Kappa au Darmouth College en 1926, il rejoint ensuite l’entreprise Montgomery Ward et, en 1939, y crée Rodolphe le renne au nez rouge dans le cadre d’une de ses missions.
Chaque année, Montgomery Ward achetait et distribuait pour Noël des livres de coloriage. Bientôt, il prit la décision de réaliser son propre livre de coloriage, ce qui lui permit de réaliser des économies substantielles.
Dès la première année 2,4 millions d’exemplaires de l’histoire de Rodolphe le renne au nez rouge (Rudolph’s story) furent vendus. Comme Robert Lewis May avait créé Rodolphe le renne au nez rouge en tant qu’employé de Montgomery Ward, il ne touchait aucun droit d’auteur. Cependant, en 1947 il parvint à convaincre Sewell Avery, président de la société, de lui réattribuer les droits d’auteurs. Il est un grand-oncle de l’économiste Steven Levitt.
Robert Lewis May est enterré au cimetière Saint-Joseph de River Grove en Illinois.